# Uniqlo
Uniqlo - Kabushiki-gaisha Yunikuro (japonès: 株式会社ユニクロ)  pronunciació: [jɯnikɯɾo] - és una marca de roba japonesa per la venda minorista. És coneguda per la seva filosofia d'oferir als consumidors roba pel dia a dia d'alta qualitat amb atenció als detalls.

## Orígens
Una empresa amb seu a Yamaguchi, Ogori Shōji (que, fins aleshores, havia estat operant botigues de roba d'home anomenades "Men's Shop OS"), es va fundar el març de 1949 a Ube, Yamaguchi.
El 2 de juny de 1984, va obrir una botiga de roba casual unisex a Fukuro-machi, Naka-ku, Hiroshima, sota el nom de "Unique Clothing Warehouse". Inicialment, la marca s'anava a registrar com una contracció escurçada de "roba única". Tanmateix, el 1988, durant els treballs d'administració a Hong Kong per registrar la marca, la "C" del nom contractat es va interpretar malament com "Q". A Tadashi Yanai, el cap del conglomerat minorista familiar, li va agradar el so de l'error i va escurçar el nom a "Uniqlo" a tot el Japó. El setembre de 1991, el nom de l'empresa es va canviar de "Ogori Shōji" a "Fast Retailing", i a l'abril de 1994, hi havia més de 100 botigues Uniqlo operant a tot el Japó.

## Operacions internacionals

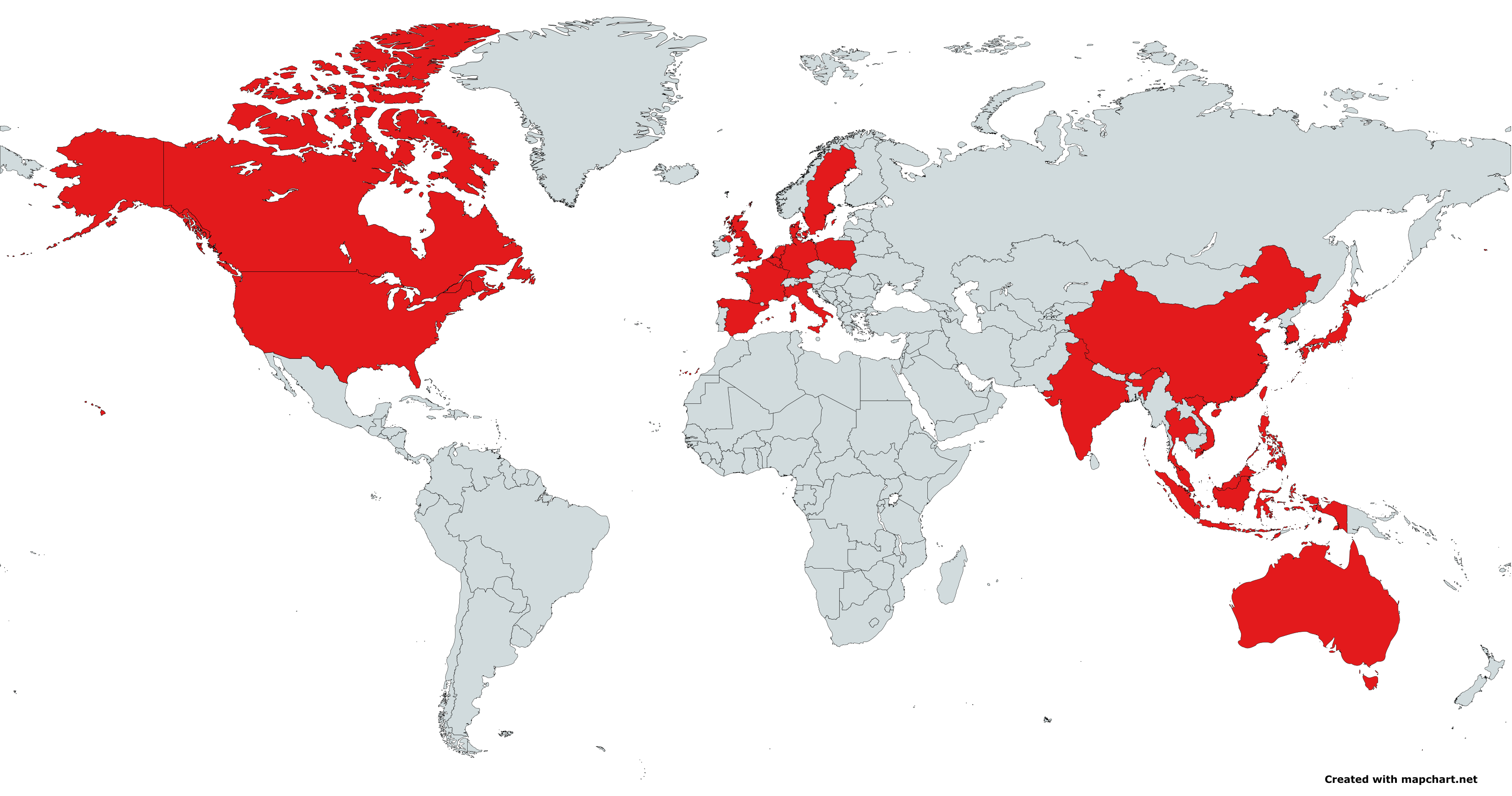
Mapa de països amb botigues Uniqlo

L'agost de 2023, la companyia operava en 3.747 botigues a tot el món.

## Polèmiques

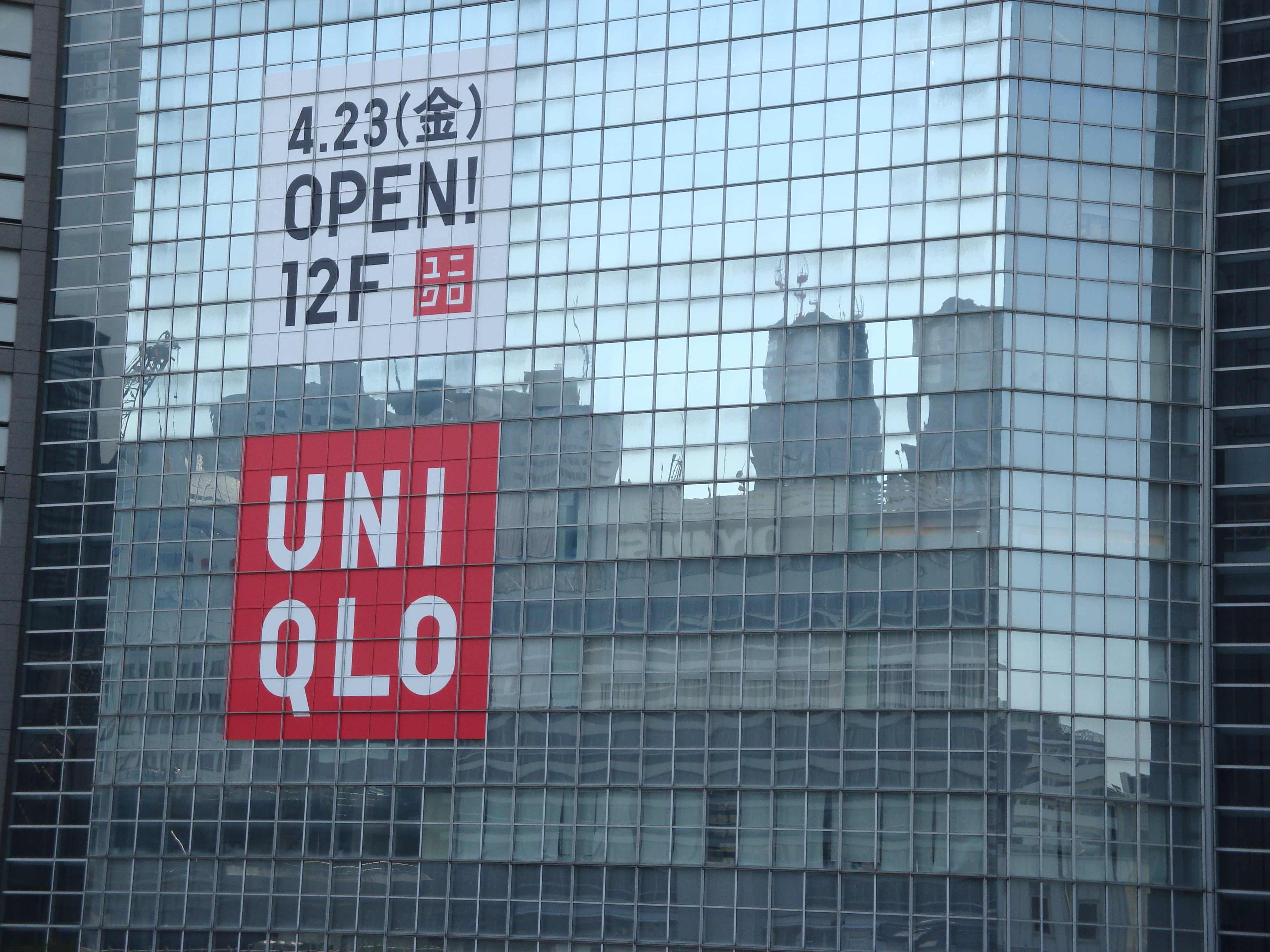
Cartell de la finestra a Shinjuku, 2010

El gener de 2015, es van denunciar diverses violacions dels drets laborals als proveïdors d'Uniqlo a la Xina. Uniqlo es va comprometre a esmenar les violacions.
El juny de 2015, els treballadors de la fàbrica xinesa d'Uniqlo es van manifestar després del tancament d'una fàbrica, amb el suport del grup d'activistes Students and Scholars Against Corporate Misbehavior (SACOM), amb seu a Hong Kong.
El novembre de 2015, les investigacions sobre les mesures que Uniqlo havia introduït el gener de 2015 van concloure que malgrat estar en una millor situació que en l'inici, continuaven produint-se violacions importants dels drets humans.
L'octubre de 2016, l'informe This Way to Dystopia: Exposing UNIQLO's Abuse of Chinese Garment Workers de SACOM i War on Want afirmava que encara hi havia un "excés d'hores extraordinàries, sou baix, condicions laborals perilloses i gestió opressiva" en les fàbriques d'Uniqlo a la Xina i Cambodja.
El 2019, diversos treballadors australians van informar que l'assetjament era generalitzat, hi havia "cambres de crits" i una cultura laboral tòxica. Van afirmar que havien de treballar 18 hores diàries, havien de plegar set samarretes per minut i que tothom marxava amb "alguna forma de TEPT".
També el 2019, un anunci internacional d'Uniqlo va ser subtitulat de manera única per al mercat sud-coreà d'una manera que es va interpretar com una banalització del trauma de les dones forçades a prostituïr-se.
El gener de 2021, les samarretes Uniqlo van ser bloquejades a la frontera dels Estats Units per la preocupació sobre possibles violacions dels drets humans relacionades amb la prohibició dels productes de cotó produïts a la regió de Xinjiang de la Xina per informes de treball forçat. L'empresa matriu d'Uniqlo Fast Retailing va presentar una protesta, però va ser denegada.
A l'inici de la invasió russa d'Ucraïna, Fast Retailing va decidir inicialment romandre al mercat rus, dient que la roba és una "necessitat de la vida". Després de la reacció, el 10 de març de 2022, la companyia va anunciar que deixaria d'operar a Rússia, citant "una sèrie de dificultats, com ara reptes operatius i l'empitjorament de la situació del conflicte".